# Fratava
Fratava (zkratka Ft) je moštová odrůda révy vinné (Vitis vinifera), určená k výrobě červených vín, která byla vyšlechtěna v České republice, kříženec odrůd Frankovka a Svatovavřinecké.

## Popis
Réva vinná (Vitis vinifera) odrůda  Fratava  je jednodomá dřevitá pnoucí liána dorůstající v kultuře až několika metrů. Kmen tloušťky až několik centimetrů je pokryt světlou borkou, která se loupe v pruzích. Úponky umožňují této rostlině pnout se po tvrdých předmětech. Růst je bujný. List je velký až velmi velký, pětiúhelníkovitý, tmavozelený, nečleněný nebo třílaločnatý, zřídka až pětilaločnatý, s mělkými výkroji, čepel je zvlněná, řapíkový výkroj je nejčastěji lyrovitý, úzce otevřený až překrytý s průsvitem.
Oboupohlavní pětičetné květy v hroznovitých květenstvích jsou žlutozelené, samosprašné. Plodem jsou středně velké až menší, okrouhlé bobule, slupka obsahuje velké množství červeného barviva, dužina je nezbarvená. Hrozny jsou středně velké až velké, u základu třapiny rozvětvené, nepříliš husté až průměrně kompaktní.

## Původ a rozšíření
Fratava je moštová odrůda vinné révy (Vitis vinifera), vyšlechtěná Lubomírem Glosem v Moravské Nové Vsi roku 1973. Je to kříženec odrůd Frankovka a Svatovavřinecké. Fratava je od roku 2008 zapsána ve Státní odrůdové knize České republiky. Odrůda je vhodná k pěstování v obou vinařských oblastech České republiky, pěstována je zatím pouze okrajově a na malých plochách. Udržovatelem odrůdy v ČR je Lubomír Glos.
Fratava je úspěšný kříženec, který byl následně kolektivem šlechtitelů Vědeckovýrobního sdružení Resistant ve Velkých Bílovicích (později Vinselekt Perná) využit při šlechtění odrůd Cerason, Kofranka, Laurot, Marlen a Nativa.

## Název
Název odrůdy je kombinací názvů obou rodičovských odrůd.

## Pěstování
Je možno ji pěstovat na rýnsko-hesenském i na vysokém vedení. Roste a plodí dobře na podnožích K 5BB, Cr 2 a T 5C, zejména na výjimečně chudých a sušších půdách, na dobrých půdách nebo na menších tvarech na podnoži nejlépe vyhovuje SO-4. Při všech způsobech vedení je nejvhodnější řez na jeden kmínek a jeden tažeň. Doporučované zatížení pro tuto odrůdu je 4-6 oček na m². Plodnost je střední až velmi dobrá a pravidelná, často i dosti vysoká. Při vysoké násadě je vhodné provést redukci hroznů, která přispěje k získání vyšší cukernatosti a kvality hroznů a vína.

### Fenologie
Odrůda zraje středně pozdně, začátkem října, je vhodná i do severních vinařských oblastí, kde dává dobrá vína.

### Choroby a škůdci
Odrůda není při pěstování pod fungicidní ochranou výrazně choulostivá vůči plísni révové (Plasmopara viticola) ani padlí révovému (Uncinula necator), hrozny nebývají napadány plísní šedou (Botrytis cinerea) ani hnilobou a vydrží velmi dlouho v dobrém stavu na keřích. Odolnost vůči mrazu je dobrá, nižší bývá na úrodných a vlhkých půdách.

### Poloha a půdy
Velmi dobře roste i na půdách chudších a na sušších stanovištích. Na sušších lokalitách může vytvářet menší bobule, které jsou pozitivní z pohledu kvality hroznů.

## Víno
V dobrých polohách dává vína vysoce kvalitní, plná, silně barevná, s nižšími kyselinami a příjemnou tříslovinou. Charakterem a jakostí připomínají vína odrůdy Svatovavřinecké, ovšem s podstatně nižší aciditou. Víno je velmi plné, extraktivní, s výrazně temně červenou barvou, chuťově příjemné. Ve vůni najdeme ovocné a kořenité složky, často konzervované ovoce až povidlové tóny. V chuti se dá objevit červené zralé ovoce, marmeláda, kořenité tóny. Vína se pro nižší aciditu dají konzumovat již jako mladá, ale jsou vhodná i k delšímu zrání, jemná bariková úprava jim dodá další rozměr. Můžeme je také použít ke kupáži, kde vhodně doplňují jiné odrůdy a dodávají směsce plnost a barvu.